# Suffolk
Suffolk är ett ceremoniellt och administrativt grevskap (county) i landsdelen East Anglia i östra England i Storbritannien.  Folkmängden var 768 555 personer i mitten av 2022.
Staden Ipswich är administrativ huvudort i Suffolk, och det närbelägna Felixstowe är en av Englands större containerhamnar.

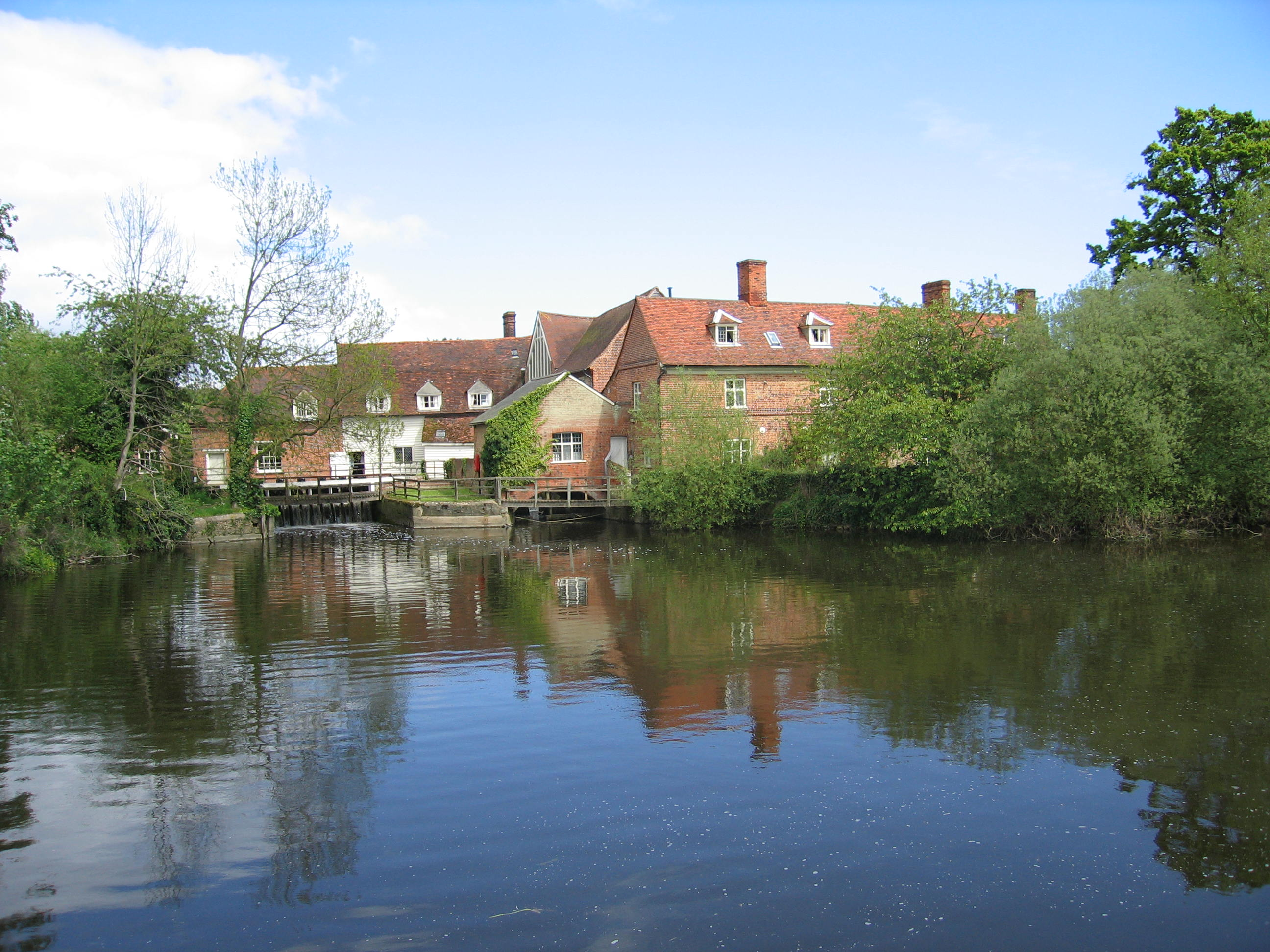
Flatford Mill vid floden Stour, som stått förebild i John Constables målningar. Det omkringliggande området (varav en del ligger i Essex) är känt som "Constable Country".

## Administrativ indelning
Suffolk är dels ett ceremoniellt grevskap (ceremonial county), dels ett administrativt grevskap som är en typ av sekundärkommun (non-metropolitan county). Det administrativa grevskapet är indelat i fem distrikt (non-metropolitan districts), som är en typ av primärkommun.
| Nr | Distrikt     | Distrikten i Suffolk |
| -- | ------------ | -------------------- |
| 1  | Ipswich      |                      |
| 2  | East Suffolk |                      |
| 3  | Mid Suffolk  |                      |
| 4  | Babergh      |                      |
| 5  | West Suffolk |                      |